# PERMAFROST
『PERMAFROST』（パーマフロスト）は、日本のロックバンド、SUPERCARのベスト・アルバム。2018年4月25日、Ki/oon Musicより発売された。

## 解説
デビュー20周年を記念し企画された、初のオールタイム・ベストアルバム。デビューから解散までに発表された全シングル曲に加え、企画アルバムやサウンドトラックを含む、活動時に発表されたアルバム作品から選り抜かれた全20曲を収録している。全曲テッド・ジェンセンによるリマスタリングが施されている。
初回生産限定盤と通常盤の2形態で発売。初回盤はデビュー10周年にあたる2007年に発売されたビデオクリップ集DVD「P.V.D COMPLETE 10th Anniversary Edition」を、最新技術を用いてアップコンバートしたブルーレイディスク、メンバー監修によるデータブックが付属する。データブックは全作品のアートワークに加え、デビューキット、プロモーション用アナログ盤・カセットテープ、グッズなど貴重な資料を掲載している。また、初回盤・通常盤ともに高音質Blu-spec CD2での発売となっている。

## 収録曲
全作詞：石渡淳治、作曲：中村弘二、編曲：SUPERCAR

### Disc 1
1. WONDER WORD (3:38)
16thシングル
本作にはアルバムバージョンで収録（5thアルバム「ANSWER」収録）。
2. Sunday People (5:20)
5thシングル
3. Flicker (3:11)
企画アルバム「OOKeah!!」収録曲
4. Free Your Soul (4:25)
映画「ピンポン」オリジナル・サウンドトラックより
5. DRIVE (3:37)
4thシングル
6. AOHARU YOUTH (5:09)
12thシングル
7. WHITE SURF style 5. (4:24)
9thシングル
8. Lucky (4:18)
2ndシングル
9. YUMEGIWA LAST BOY (4:10)
11thシングル
10. cream soda (3:15)
1stシングル

### Disc 2
1. RECREATION (4:56)
13thシングル
2. Love Forever (4:10)
7thシングル
3. STORYWRITER (4:22)
4thアルバム「HIGHVISION」収録曲
4. PLANET (5:23)
3rdシングル
5. BGM (4:36)
14thシングル
6. My Girl (4:07)
6thシングル
7. FAIRWAY (5:00)
8thシングル
8. Strobolights (4:07)
10thシングル
本作にはアルバムバージョンで収録（4thアルバム「HIGHVISION」収録）。
9. BE (5:26)
企画アルバム「OOYeah!!」収録曲
本作にはベストアルバム「16/50 1997〜1999」に収録された完奏バージョンで収録。
10. LAST SCENE (4:39)
15thシングル
本作にはアルバムバージョンで収録（5thアルバム「ANSWER」収録）。